# 올리비에 베르동
올리비에 자크 베르동(프랑스어: Olivier Jacques Verdon, 1995년 10월 5일 ~ )은 현재 불가리아의 루도고레츠 라즈그라드에서 센터백으로 활약하고 있는 베냉의 축구 선수이다. 프랑스에서 태어난 그는 베냉을 대표하여 국제적인 수준에서 활동하고 있다. 그는 가정 폭력, 살인 미수, 파트너에 대한 공격을 반복한 사례로 유명해졌다.

## 구단 경력
2017년 4월 27일, 베르동은 리그 1의 FC 지롱댕 드 보르도와 B팀에서의 성공적인 시즌을 마치고 첫 프로 계약을 체결했다. 그는 2017년 11월 19일 올랭피크 드 마르세유와의 리그 1 경기에서 보르도 소속으로 프로 데뷔 전을 치렀다. 그는 1-1로 비긴 홈 경기에서 80분에 이고르 레프주크를 대신해 출전했다.
2019년 6월 11일, 리그 2의 FC 소쇼-몽벨리아르와 1년을 보낸 후, 베르동은 라리가의 데포르티보 알라베스와 3년 계약을 맺었지만, 9월 2일 벨기에 1부 리그 A의 KAS 오이펜으로 임대되었다.
2020년 9월 4일, 베르동은 불가리아의 루도고레츠 라즈그라드로 임대되었다.

## 국가대표팀 경력
베르동은 프랑스에서 태어났으며, 어머니에 의해 베냉인이다. 2017년 3월 24일에 열린 모리셔스와의 친선 경기에서 베냉 축구 국가대표팀 데뷔 전을 치렀고, 이 경기에서 0-1로 패했다.